# 2013年12月貝魯特爆炸案
2013年12月貝魯特爆炸案是發生於2013年12月27日，在黎巴嫩貝魯特貝魯特中央區的汽車炸彈攻擊事件，總共造成七人喪生，71人受傷。罹難者當中，還包括前黎巴嫩部長、駐美國大使穆罕默德·沙塔赫。目前仍無何方承認發動攻擊，然而真主黨被指控曾向眾多黎巴嫩官員進行襲擊行為。
七名喪生者當中，有六名死於現場，一位則在醫院因傷重不治。